# Diamanter från Beirut
Diamanter från Beirut (franska: La Grande Sauterelle) är en fransk-italiensk-tysk romantisk komedi från 1967 i regi av Georges Lautner.

## Rollista i urval
- Mireille Darc - Salène
- Hardy Krüger - Carl
- Georges Géret - Marco
- Maurice Biraud - Alfred
- Francis Blanche - Gedeon
- Venantino Venantini - Vladimir
- Mino Doro - Grubert
- Margot Trooger - amerikanskan